# Viola rhaetica
Viola rhaetica är en violväxtart som beskrevs av Borb.. Viola rhaetica ingår i släktet violer, och familjen violväxter. Inga underarter finns listade i Catalogue of Life.